# Werner Hippler
Werner Hippler (* 30. Juli 1970 in Köln) ist ein ehemaliger deutscher American-Football-Spieler und Franchisenehmer der Gastronomiekette Sausalitos.

## Werdegang
Der 1,95 Meter große Hippler begann mit dem Football bei den Red Barons Cologne im Jahre 1985 und gehörte Anfang der 1990er Jahre dem College-Team der Sacramento State Hornets an der Seite von Aaron Garcia und Troy Mills an. Er spielte Mitte der 1990er Jahre in der World League of American Football (WLAF) als Tight End bei Frankfurt Galaxy und wechselte 1996 nach einem durch seinen ehemaligen Trainer Mike Clemons vermittelten, erfolgreich absolvierten Probetraining zu den San Diego Chargers in die NFL. Im Laufe seiner Karriere, die er 2007 beendete, spielte er zudem für die Detroit Lions, die Las Vegas Outlaws und die Cologne Centurions.
Nach seiner sportlichen Laufbahn war er als Schauspieler in Nebenrollen in europäischen Filmen zu sehen. Außerdem gründete er die Sicherheitsfirma Rhein Security. 2012 spielte er in einer Hauptrolle den Autoeintreiber Werner Brede in der RTL-II-Pseudo-Doku Die Autoeintreiber.